# Nartutu
Nartutu (Nartuto) ist eine osttimoresische Aldeia im Suco Maumeta (Verwaltungsamt Bazartete, Gemeinde Liquiçá). 2015 lebten in der Aldeia 2111 Menschen.

## Geographie und Einrichtungen

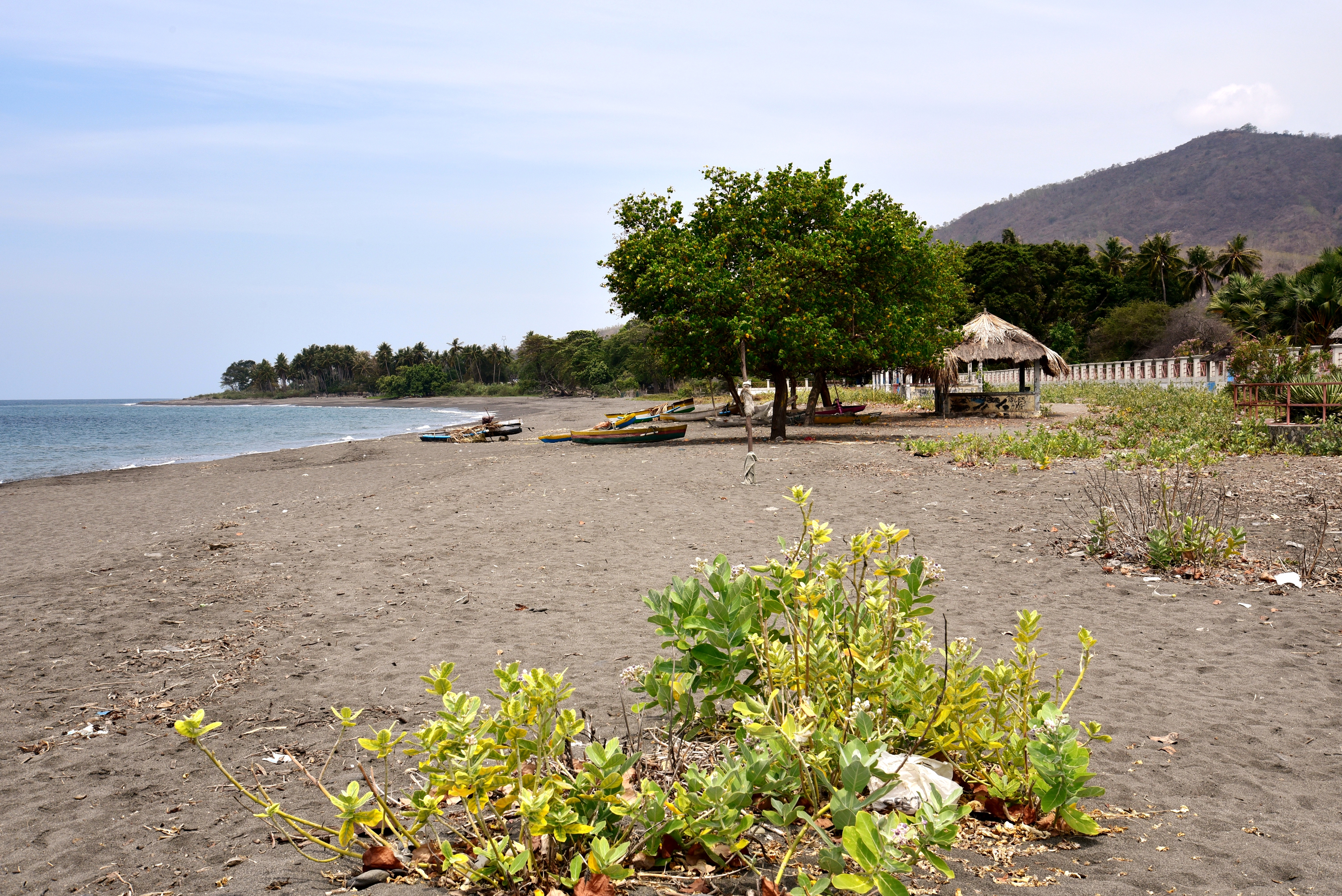
Strand von Maumeta

Nartutu nimmt den Norden und den Westen Maumetas ein. Im Norden gehört zu Nartutu mit dem Strand von Maumeta die Küste des Sucos an der Straße von Ombai. Südlich liegt die Aldeia Caimegohou und an der Südwestspitze die Aldeia Maumetalau. Im Osten grenzt Naututu an den Suco Lauhata und im Westen an den Suco Dato im Verwaltungsamt Liquiçá. Zu Dato bildet der Gularkoo den Grenzfluss. An ihm liegt auch der Ort Nartutu. Der Norden der Aldeia gehört zur Gemeindehauptstadt Vila de Liquiçá. Das Stadtzentrum befindet sich zwar im Nachbarverwaltungsamt Liquiçá, aber der Gemeindesitz steht in Nartutu. Außerdem finden sich hier die Grundschule Maumeta, die Escola Comecio Liquiçá (Handelsschule Liquiçá) und der Sitz des Suco Maumeta. An der Straße nach Kailelilema lliegt an der Südgrenze die Grundschule Maumetalau.
Eine kleine Straße führt von Norden nach Süden durch die Aldeia. An ihr liegt das Dorf Pissu Leten.

## Politik
2023 wurde Hermenegildo Mendes zum Chefe de Aldeia gewählt.